# آلمان غربی
آلمان غربی (به آلمانی: Westdeutschland) با نام رسمی جمهوری فدرال آلمان (به آلمانی: Bundesrepublik Deutschland) کشوری بود که پس از پایان جنگ جهانی دوم و شکست رایش آلمان، ایجاد شد تا سال ۱۹۹۰ وجود مستقل داشت. پس از سقوط کمونیسم در آلمان شرقی، ایالت‌های آن به آلمان غربی پیوستند که منجر به اتحاد دوبارهٔ آلمان در تاریخ ۳ اکتبر ۱۹۹۰ شد.

## تاریخچه

دو کشور آلمان شرقی و آلمان غربی، بنا بر توافق سران ایالات متحده و بریتانیا با اتحاد جماهیر شوروی، در کنفرانس یالتا در مورد جداسازی آلمان در سال ۱۹۴۹ اعلام موجودیت کردند. به موجب این قرارداد آلمان به چهار منطقه تقسیم شد، نیروهای فرانسه در جنوب غرب، بریتانیا در شمال غرب، ایالات متحده در جنوب و اتحاد جماهیر شوروی در شرق مستقر شدند. سه منطقه انگلیس، فرانسه و آمریکا با نام جمهوری فدرال آلمان (آلمان غربی) و منطقه شرقی با نام جمهوری دموکراتیک آلمان (آلمان شرقی) اعلام موجودیت کردند.
در سال ۱۹۹۰ جمهوری دموکراتیک آلمان به پیوستن با جمهوری فدرال آلمان رای داد و آلمان متحد با نام جمهوری فدرال آلمان اعلام موجودیت کرد.

## سران

### رؤسای جمهور
- ۱۹۴۹–۱۹۵۹ تئودور هویس
- ۱۹۵۹–۱۹۶۹ هاینریش لوبکه
- ۱۹۶۹–۱۹۷۴ گوستاو هاینمان
- ۱۹۷۴–۱۹۷۹ والتر شیل
- ۱۹۷۹–۱۹۸۴ کارل کارستنس
- ۱۹۸۴–اتحاد (به عنوان رئیس‌جمهور کشور متحد تا سال ۱۹۹۴ ادامه داشت) ریشارد فون وایتسکر

### صدراعظم
- ۱۹۴۹–۱۹۶۳ کنراد آدناور
- ۱۹۶۳–۱۹۶۶ لودویگ ارهارد
- ۱۹۶۶–۱۹۶۹ کورت گئورگ کیزینگر
- ۱۹۶۹–۱۹۷۴ ویلی برانت
- ۱۹۷۴–۱۹۸۲ هلموت اشمیت
- ۱۹۸۲–اتحاد (به عنوان صدر اعظم کشور متحد تا سال ۱۹۹۸ ادامه داشت) هلموت کوهل

## جغرافیا
- موقعیت: اروپای مرکزی - مجاور دریای بالتیک و شمال
- جمعیت: ۶۳٬۲۵۴٬۰۰۰ (حدود ۱۹۹۰)
- وسعت: ۲۴۸٬۵۷۷ کیلومتر مربع
- پایتخت: بن
- شهرهای مهم: فرانکفورت، مونیخ، هامبورگ
- نوع حکومت: جمهوری فدرال
- تاریخ عضویت در سازمان ملل: ۱۹۷۳

## تقسیمات کشوری
- بادن-وورتمبرگ
- زارلند
- بایرن
- راینلاند-فالتس
- هسن
- نوردراین-وستفالن
- نیدرزاکسن
- برمن
- هامبورگ
- شلسویگ-هولشتاین

## ورزش

- قهرمانی
- جام جهانی فوتبال ۱۹۵۴
- جام جهانی فوتبال ۱۹۷۴
- جام جهانی فوتبال ۱۹۹۰
- جام جهانی فوتبال ۲۰۱۴